# Ruhner Berge
Ruhner Berge é um município da Alemanha, situado no distrito de Ludwigslust-Parchim, no estado de Mecklemburgo-Pomerânia Ocidental. Tem 94,25 km² de área, e sua população em 2019 foi estimada em 1.837 habitantes.
Foi criado em 1 de janeiro de 2019, após a fusão dos antigos municípios de Marnitz, Suckow e Tessenow.